# BUL FC
Der BIDCO Uganda Limited Football Club kurz BUL FC ist ein ugandischer Fußballverein aus Jinja. Aktuell spielt der Verein in der ersten Liga, der Ugandan Super League, der höchsten Spielklasse Ugandas. Der Verein ist ein Farmteam des kenianischen Verein BIDCO United aus Thika, dessen Präsident Mithul Shah während der Anschläge auf die Westgate Shopping Mall in Nairobi getötet wurde.

## Geschichte
Der Verein wurde 2007 als Werkssportmannschaft der kenianischen Bidco Oil Refineries Ltd. unter dem Namen BIDCO Football Club in Jinja gegründet. Er spielte vorwiegend in den Regional Leagues von Uganda, bevor man sich unter dem neuen Namen BUL FC 2010 erstmals den Aufstieg in die zweitklassige Big League sicherte. BUL FC erreichte unter Trainer Richard Makumbi in der ersten Zweitliga-Saison den 2. Platz der Big League und stieg damit erstmals in die Uganda Super League auf. Im Mai 2012 trennte man sich vom Aufstiegstrainer Makumbi und ernannte den Abwehrspieler Arthur Kyesimire zum spielenden Interimstrainer, bevor man am 10. Juli 2012 den ehemaligen ugandischen Nationalspieler Kefa Kisala zum neuen Cheftrainer ernannte. Kyesimire rückte wieder als Spieler in die Mannschaft und wurde neben Torwart-Trainer Bright Dhaira spielender Assistenztrainer von Kisala. Nach der Saison wurde man unter Kisala Siebenter und errang damit einen beachtlichen Platz.

## Erfolge
- Ugandischer Pokalsieger: 2022